# واين سينج
واين سينج (بالإنجليزية: Wayne Sing) هو لاعب دوري الرغبي أسترالي، ولد في 8 يناير 1968 في أستراليا.